# نظارة الروضة
قرية نظارة الروضة  هي إحدى القرى التابعة لمركز المحمودية في محافظة البحيرة في جمهورية مصر العربية. حسب إحصاءات سنة 2006، بلغ إجمالي السكان في نظارة الروضة 5537 نسمة، منهم 2710 رجل و2827 امرأة.